# Klopeiner See
 (juillet 2014).
Si vous disposez d'ouvrages ou d'articles de référence ou si vous connaissez des sites web de qualité traitant du thème abordé ici, merci de compléter l'article en donnant les références utiles à sa vérifiabilité et en les liant à la section « Notes et références ».
Le Klopeiner See est un lac autrichien situé dans le land de Carinthie, au sud du pays. Il se situe sur le territoire de la municipalité de Sankt Kanzian, près de la ville de Völkermarkt, et à moins de deux kilomètres de la Drave.

## Géographie
Sa superficie est d'environ 1,1 km2 et sa profondeur maximale est de 48 m. Sa largeur est de 800 mètres et sa longueur de 1,8 km Son volume est de 25,42 millions de m3, et sa profondeur maximale est de 48 m pour une profondeur moyenne de 23 m Sa surface est 446 m d'altitude.

## Faune
Il abrite quinze espèces de poissons.